# The Arizona Republic

Das Logo der Zeitung

The Arizona Republic ist eine US-amerikanische Tageszeitung in Phoenix, Arizona. Sie gehört mit einer Auflage von rund 500.000 Exemplaren zu den zehn größten Zeitungen der Vereinigten Staaten und ist zugleich die am weitesten verbreitete Tageszeitung des Bundesstaates. Seit 2000 gehört die Zeitung zum Medienkonzern Gannett.

## Geschichte
Die Zeitung wurde am 19. Mai 1890 unter dem Namen The Arizona Republican gegründet. Sie war für ihre rassistische Haltung gegenüber Indianern, Afroamerikanern und mexikanischstämmigen Amerikanern bekannt. Über die Jahre hinweg änderte sich die politische Ausrichtung der Zeitung.
Dwight B. Heard, ein Land- und Viehwirt aus Phoenix, verlegte die Zeitung von 1912 bis zu seinem Tod im Jahre 1929. Die Zeitung wurde anschließend von den beiden Beamten Charles Stauffer und W. Wesley Knorpp veröffentlicht. Stauffer und Knorpp benannten die Zeitung 1930 in The Arizona Republic um und kauften die Konkurrenten Phoenix Evening Gazette und Phoenix Weekly Gazette auf, später besser bekannt als The Phoenix Gazette und Arizona Business Gazette auf. Im Jahre 1946 wurde die Zeitung von dem Magnaten Eugene C. Pulliam aus dem Mittleren Westen gekauft. Pulliam, der die beiden Gazettes und auch die Republic kaufte, veröffentlichte alle drei Zeitungen bis 1975, als er 86-jährig verstarb. Unter seiner Leitung steigerte sich die Auflage der Zeitung deutlich. Pulliam, einer der führenden Geschäftsleute in Phoenix, prägte mit seiner konservativen politischen Haltung und der Forderung nach ziviler Führung sowohl die Arizona Republic als auch das moderne Erscheinungsbild der Stadt selbst. Pulliams Beteiligungsgesellschaft, die Central Newspapers Inc., welche von Pulliams Witwe und Sohn geführt werden, übernahm das operative Geschäft der Republic/Gazette-Zeitungen nach Pulliams Tod.
Am 2. Juni 1976 wurde Don Bolles, einer der Reporter der Arizona Republic, Opfer einer Autobombe. Bei einem angeblichen Treffen mit einem Informanten, der ihm Informationen zu einer seiner Reportagen geben sollte, wurde die Bombe gezündet. Bolles, der sich mit der Jagd auf das organisierte Verbrechen in Arizona beschäftigt hatte, starb elf Tage nach dem Anschlag.
Die Phoenix Gazette wurde 1997 eingestellt und ihre Inhalte wurden mit der Arizona Republic zusammengeführt. Die Arizona Business Gazette besteht weiterhin. Seit 1998 wird The Rep verlegt, eine wöchentliche Ausgabe, die sich speziell an College-Studenten wendet. Seit 2000 gehört die Zeitung zu Gannett. Der mit dem Pulitzer-Preis ausgezeichnete Zeichner Steve Benson arbeitet für die Republic.

## Inhalte und Website
Neben gängigen tagesaktuellen Inhalten wie Nachrichten, Wirtschaft, Kleinanzeigen, Sportberichten, Lokalem und Terminen, veröffentlicht die Republic Berichte zu Kunst, Kultur, Reisen und Wohnen. Regelmäßig wird eine Titelstory mit der Geschichte der Bewohner von Süd-Arizona veröffentlicht. Die Republic und der mit NBC kooperierende Sender KPNX, der ebenfalls zu Gannett gehört, haben eine gemeinsame Website erstellt. Diese Seite, die azcentral.com gehört zu dem meistbesuchten Webseiten im Staat Arizona.